# Škoda 10T
Der Škoda 10T ist ein Niederflur-Straßenbahnfahrzeug des tschechischen Herstellers Škoda Transportation in Zusammenarbeit mit Inekon, welches für den amerikanischen Markt konzipiert wurde.
Nach Ende der Zusammenarbeit wurde von Inekon unter dem Namen Trio 12 bzw. Trio 121 ein minimal modifiziertes Fahrzeug, ebenfalls für den amerikanischen Markt, produziert. Des Weiteren wurde vom amerikanischen Hersteller United Streetcar das Fahrzeug in Lizenz, ebenfalls mit kleinen Anpassungen, als United Streetcar 100 bzw. 200 verkauft. 
Das Fahrzeug ist dreigliedrig und vierachsig, wobei alle Achsen angetrieben sind. Es ist die Zweirichtungsvariante des Škoda 03T, die in mehreren tschechischen Städten im Einsatz ist. An den Endmodulen befinden sich jeweils Fahrwerke, welches durch ein schwebendes, niederfluriges Mittelteil verbunden sind. Der Niederfluranteil beträgt 50 %. Das Fahrzeug besitzt auf beiden Seiten je drei Türen, wobei sich davon zwei im niederflurigen Mittelteil (Einstiegshöhe 350 mm über SOK) befinden.

## Geschichte
Entwickelt wurde das Fahrzeug von den tschechischen Firmen Škoda Transportation und der Inekon-Gruppe. Der 10T basiert auf dem Škoda 03T, allerdings waren für den Einsatz in den USA Anpassungen erforderlich, unter anderem müssen der Rahmen und die Führerstände zur Erfüllung der strengeren US-amerikanischen Normen adaptiert werden. Elektrische Komponenten wie Stromrichter und Leittechnik stammen von der österreichischen ELIN EBG Traction. Hergestellt wurden die Fahrzeuge von Škoda in Pilsen, während sich Inekon um Marketing und die Verschiffung kümmerte.

Die erste Bestellung erfolgte 2000 aus Portland, Oregon für das neueröffnete Portland Streetcar-System. In den Jahren 2000 bis 2002 wurden insgesamt zehn Fahrzeuge von Škoda in Pilsen hergestellt, diese sind ausschließlich in den USA im Einsatz. Als zweiter Betrieb erhielt die Straßenbahn in Tacoma, Washington drei Fahrzeuge.

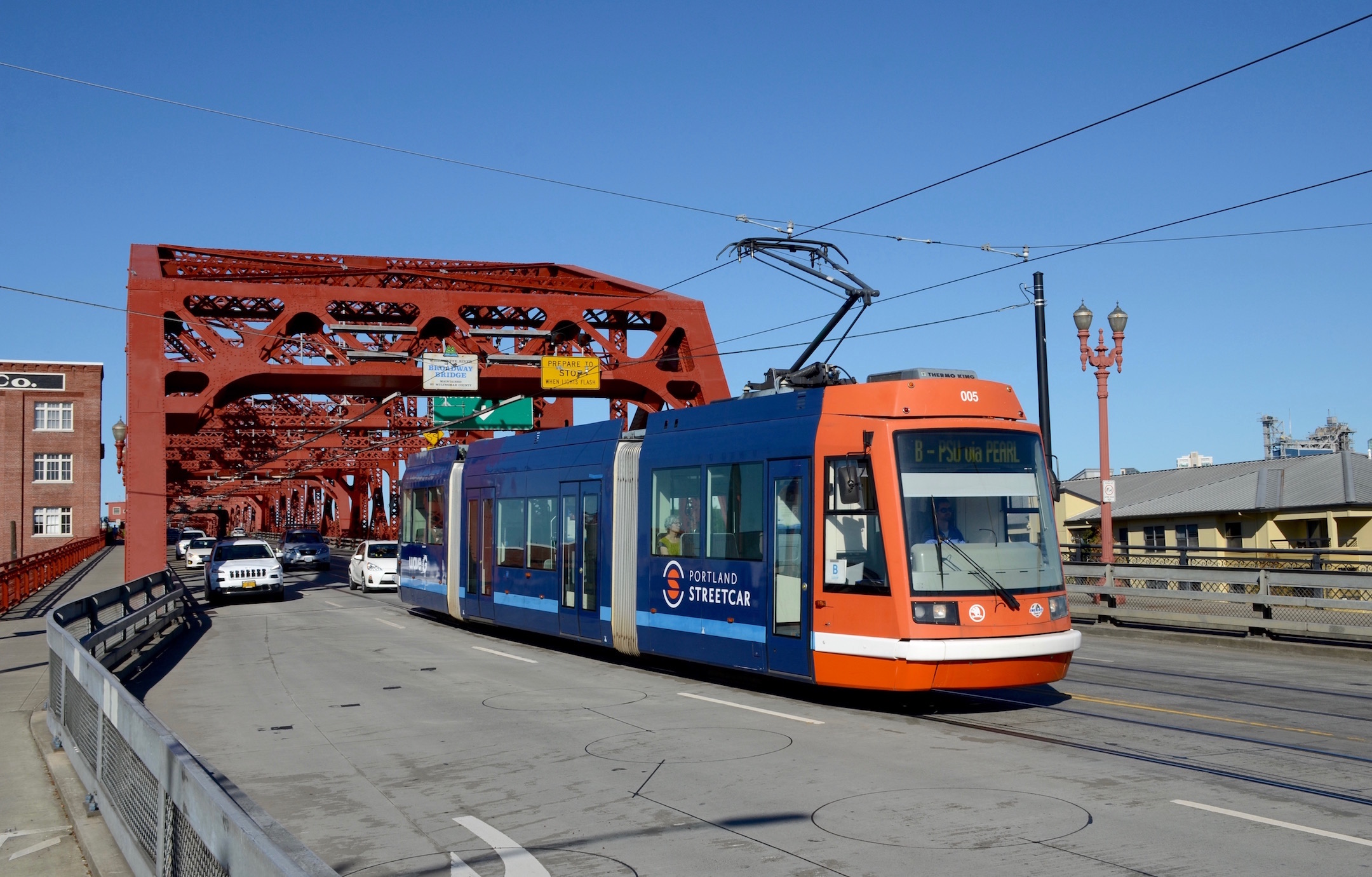
10T in Portland
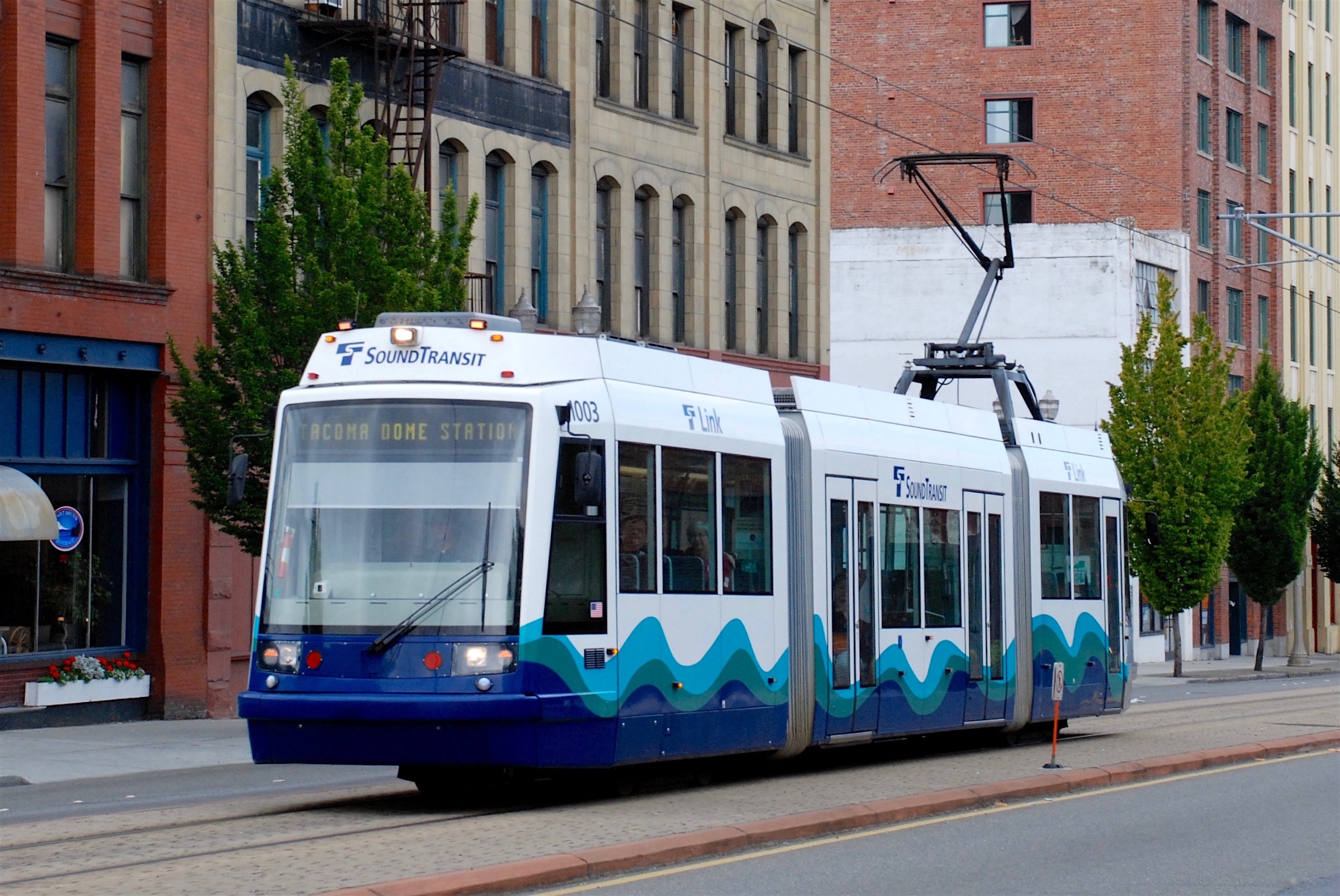
10T in Tacoma

2001 endete die Zusammenarbeit zwischen Škoda Transportation und der Inekon-Gruppe, die letzten Fahrzeuge wurden 2002 geliefert.

## Inekon 12/121 Trio
Nach Ende der Zusammenarbeit mit Škoda Transportation ging Inekon eine Kooperation mit dem Verkehrsbetrieb der Stadt Ostrava (DPO, Dopravní podnik Ostrava) ein und produzierte eine leicht modifizierte Variante unter dem Namen 12 Trio – analog zur Einrichtungsversion 01 Trio als Gegenstück zum Škoda 03T. Auffälligster Unterschied ist die geänderte Frontgestaltung.

Von 2006 bis 2016 wurden insgesamt 16 Fahrzeuge für den amerikanischen Markt von Inekon produziert. Diese wurden nach Washington, D.C., Portland, Oregon und Seattle, Washington geliefert. 7 Fahrzeuge für die First Hill Line in Seattle wurden mit Akkus für fahrleitungsfreien Betrieb ausgestattet, diese werden als 121 Trio bezeichnet.

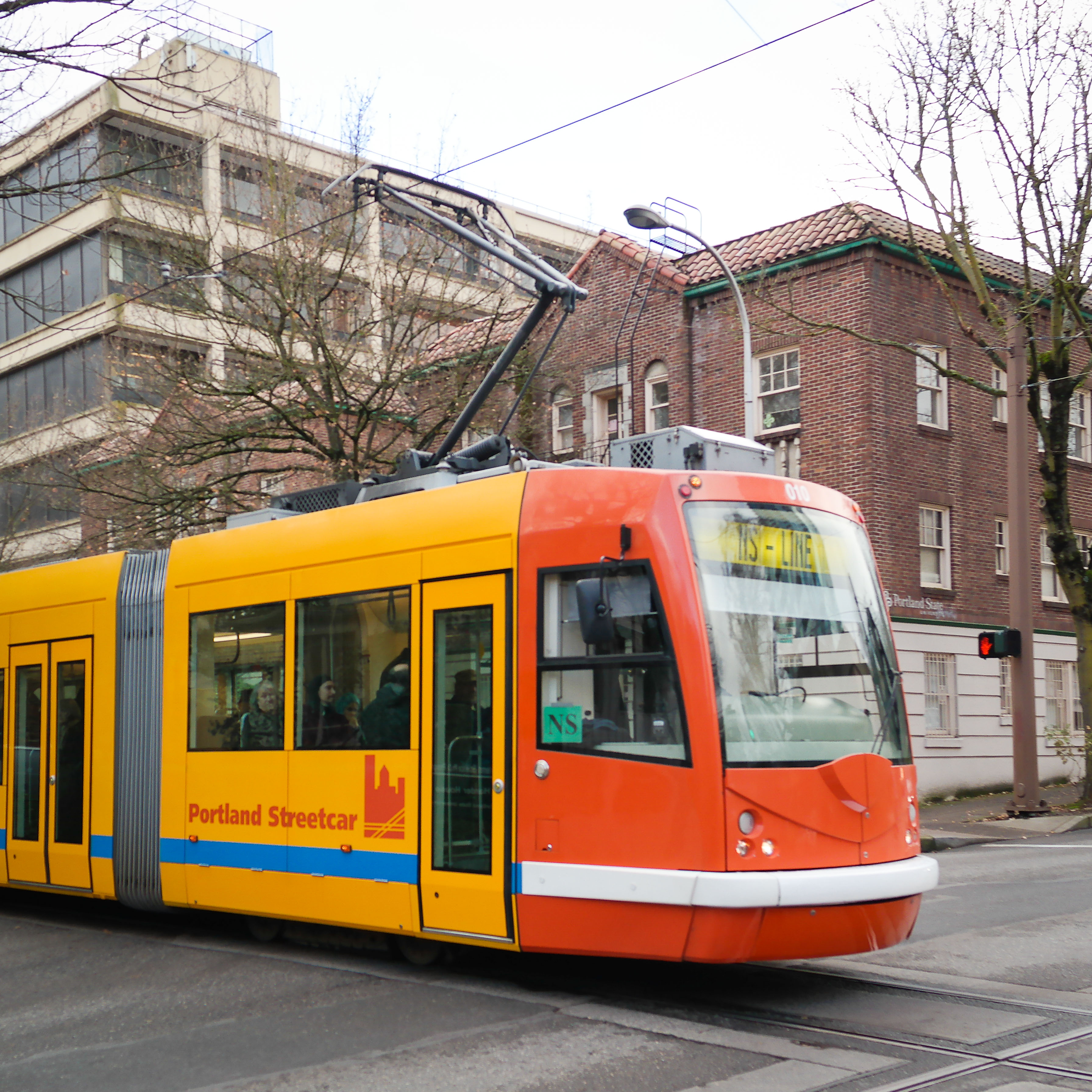
12 Trio in Portland
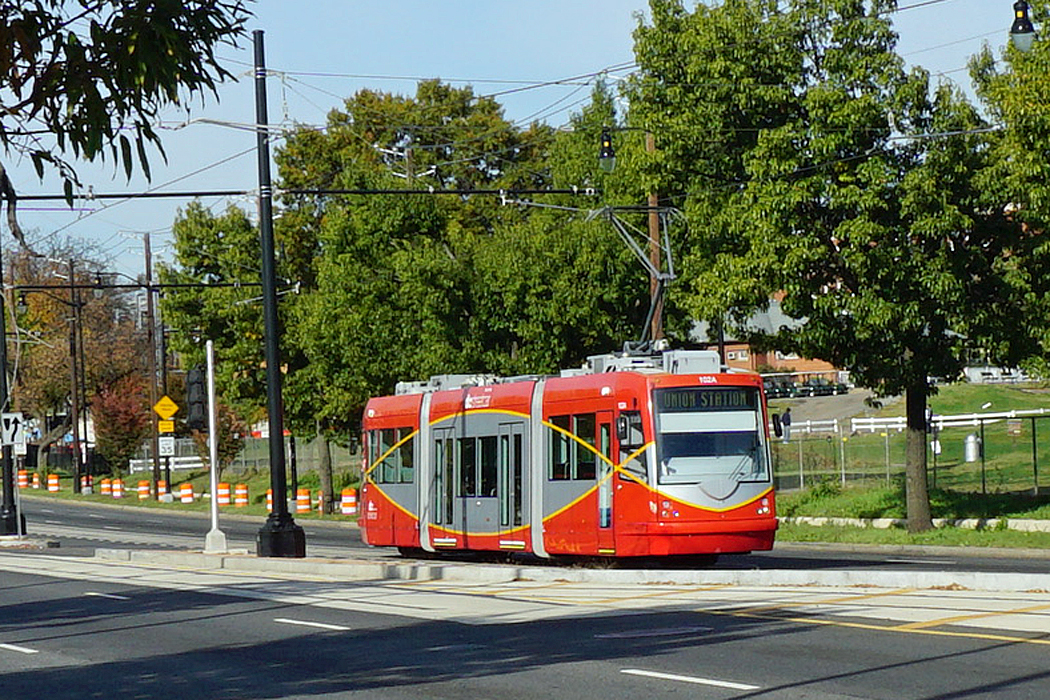
12 Trio in Washington, D.C.
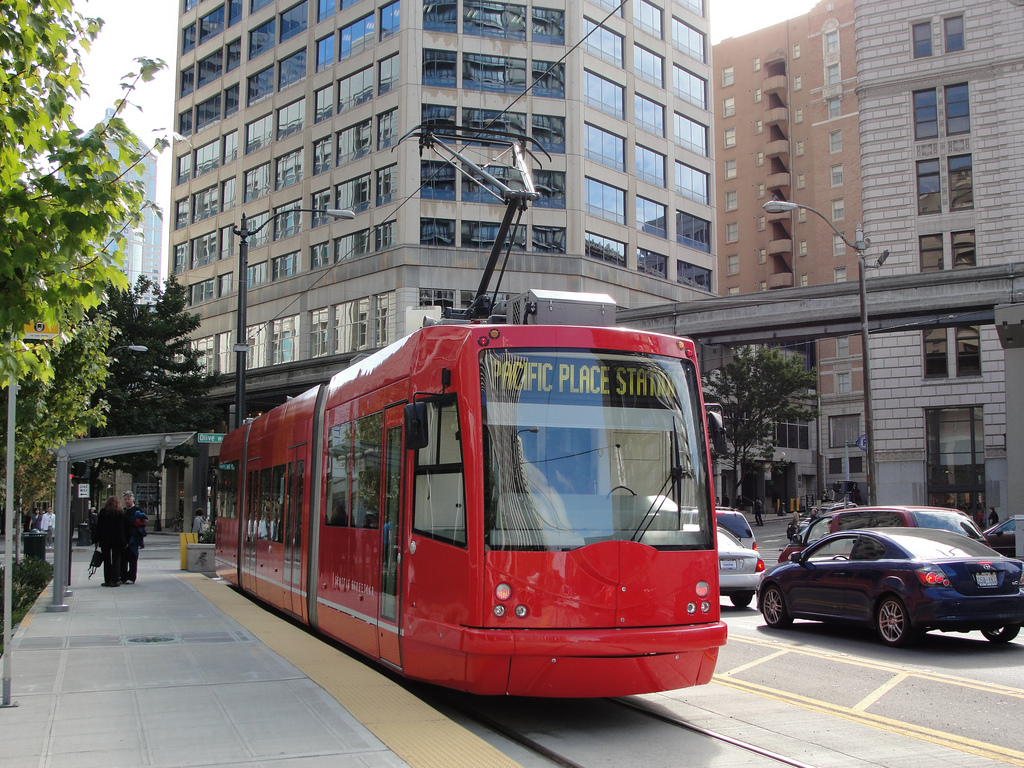
12 Trio in Seattle
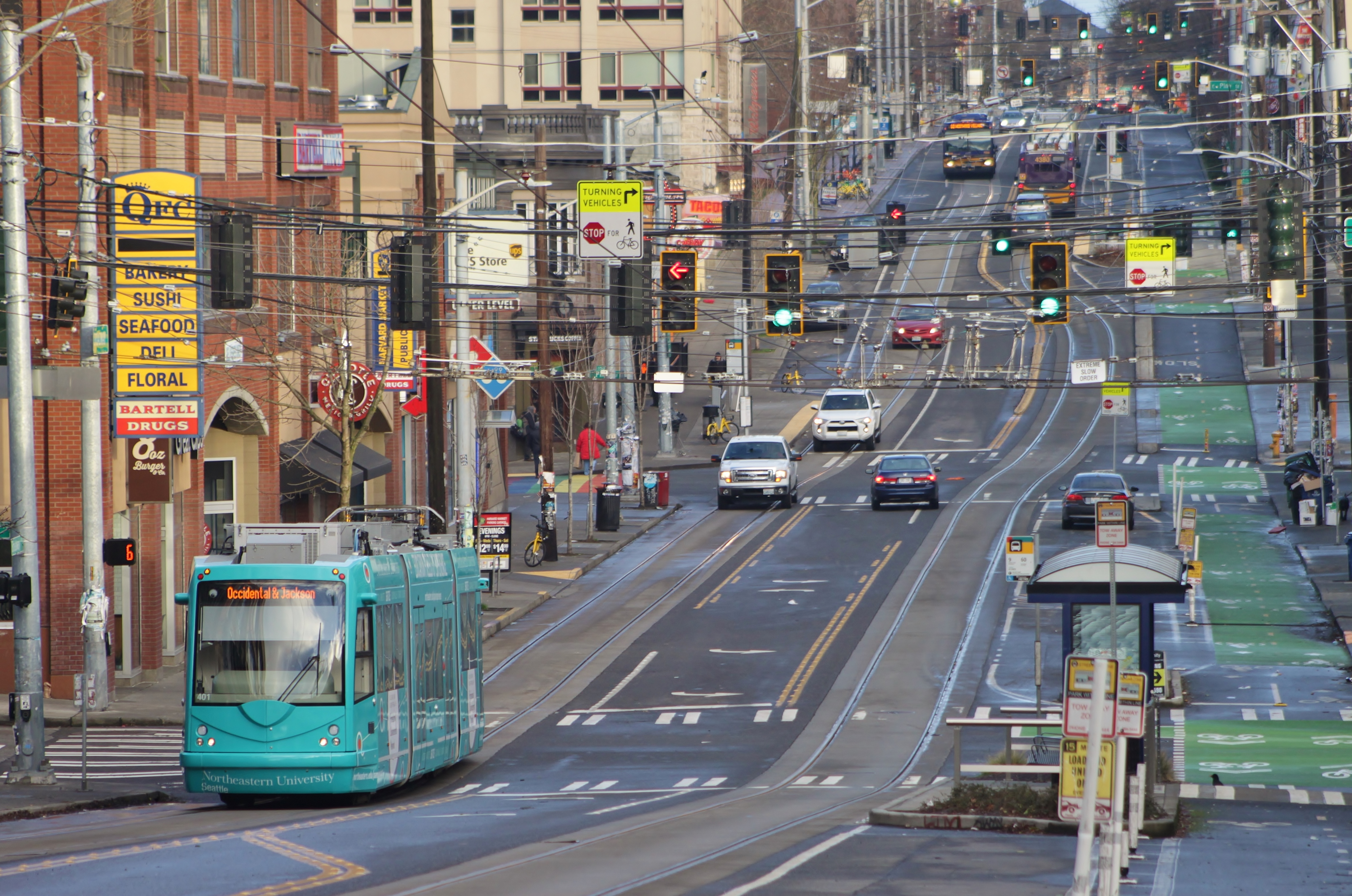
121 Trio im fahrleitungslosen Betrieb in Seattle

## United Streetcar

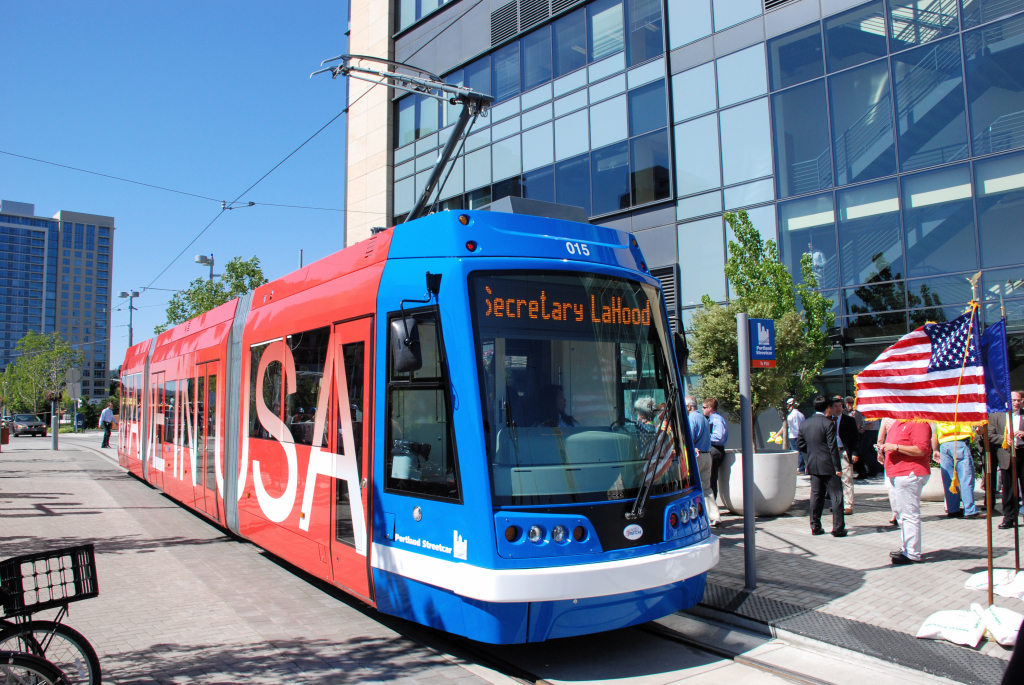
Prototyp des United Streetcar 100 mit der Nummer 015, basierend auf dem Škoda 10T.

Im August 2006 schloss die amerikanischen Firma Oregon Iron Works mit Sitz in Portland ein Abkommen mit Škoda Transportation, um die Fahrzeuge in Lizenz in den USA bauen zu dürfen. Für diesen Zweck wurde das Unternehmen United Streetcar, LCC gegründet.
Bis zu diesem Zeitpunkt gab es in den USA keinen Hersteller von modernen Straßenbahn-Fahrzeugen, so mussten die Verkehrsbetriebe ihr Rollmaterial im Ausland kaufen. Dadurch war eine Finanzierung durch Bundesmittel (Buy America Act) nicht möglich.

### United Streetcar 100

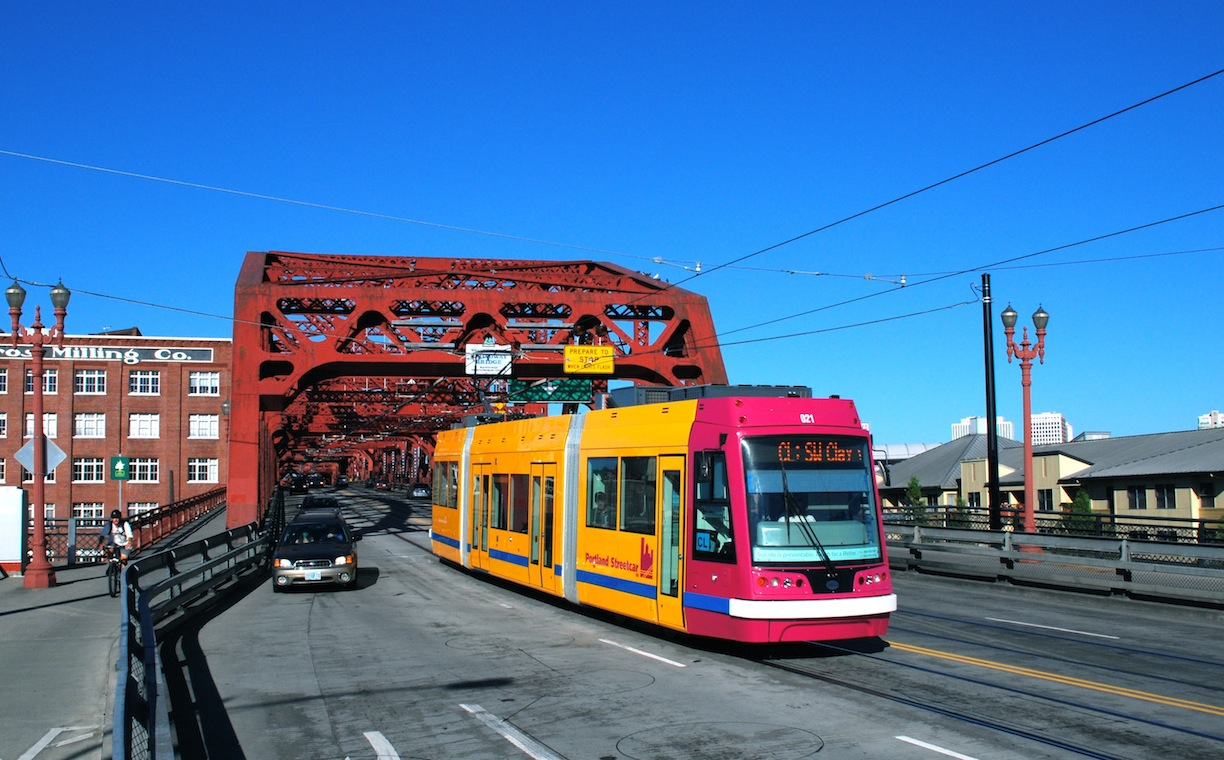
Serienfahrzeug des United Streetcar 100 im Einsatz in Portland.

#### Prototyp und Einsatz in Portland
Im Jahr 2009 kam dann das erste, seit 60 Jahren in den USA gebaute Straßenbahnfahrzeug, mit der Typenbezeichnung United Streetcar 100 nach Portland (Oregon). Dieser entspricht im Grunde dem Škoda 10T, wurde aber in den USA gebaut und weist eine modifizierte Frontgestaltung auf. Die Bauteile stammen zu 70 % von amerikanischen Betrieben, womit die Bedingungen des Buy America Act erfüllt werden. Einige Komponenten, wie das Antriebssystem, stammen von Škoda Transportation (im Unterschied zum 10T, wo diese von ELIN geliefert wurden).
Trotz Verzögerungen und Problemen mit dem Prototyp-Fahrzeug wurde ein Auftrag von weiteren sechs Fahrzeugen für 20 Millionen US-Dollar im August 2009 unterschrieben. Aufgrund der schlechten Erfahrung mit dem Antriebssystem von Škoda im Prototyp-Fahrzeug 015 war geplant, auf Bauteile des amerikanischen Herstellers Rockwell Automation zurückzugreifen, welcher aber bisher keine Erfahrungen mit Straßenbahnfahrzeugen hatte und dessen Komponenten ebenso noch nicht im Fahrzeug erprobt waren. Schlussendlich wurde mit Portland Streetcar eine Reduktion auf fünf Fahrzeuge vereinbart, um die Kosten für den Import und Einbau der bewährten elektrischen Ausrüstung von ELIN (entsprechend den Škoda 10T) auszugleichen. Ab 2013 wurden die ersten Serienfahrzeuge des Typs United Streetcar 100 – ebenfalls mit Verzögerungen – nach Portland geliefert. Schlussendlich wurde auch ein sechstes Fahrzeug für die vollständige Inbetriebnahme der CL-Linie bestellt und im November 2014 als letztes Fahrzeug des Herstellers nach Portland geliefert.
Das Prototyp-Fahrzeug 015 erhielt schlussendlich 2012 ein Antriebssystem von Rockwell, welches 2014 nochmals überarbeitet wurde. Langfristig bewährte es sich allerdings nicht, nachdem das Fahrzeug ab 2020 nicht mehr zum Einsatz gekommen war, wurde es 2024 zur Versteigerung angeboten.

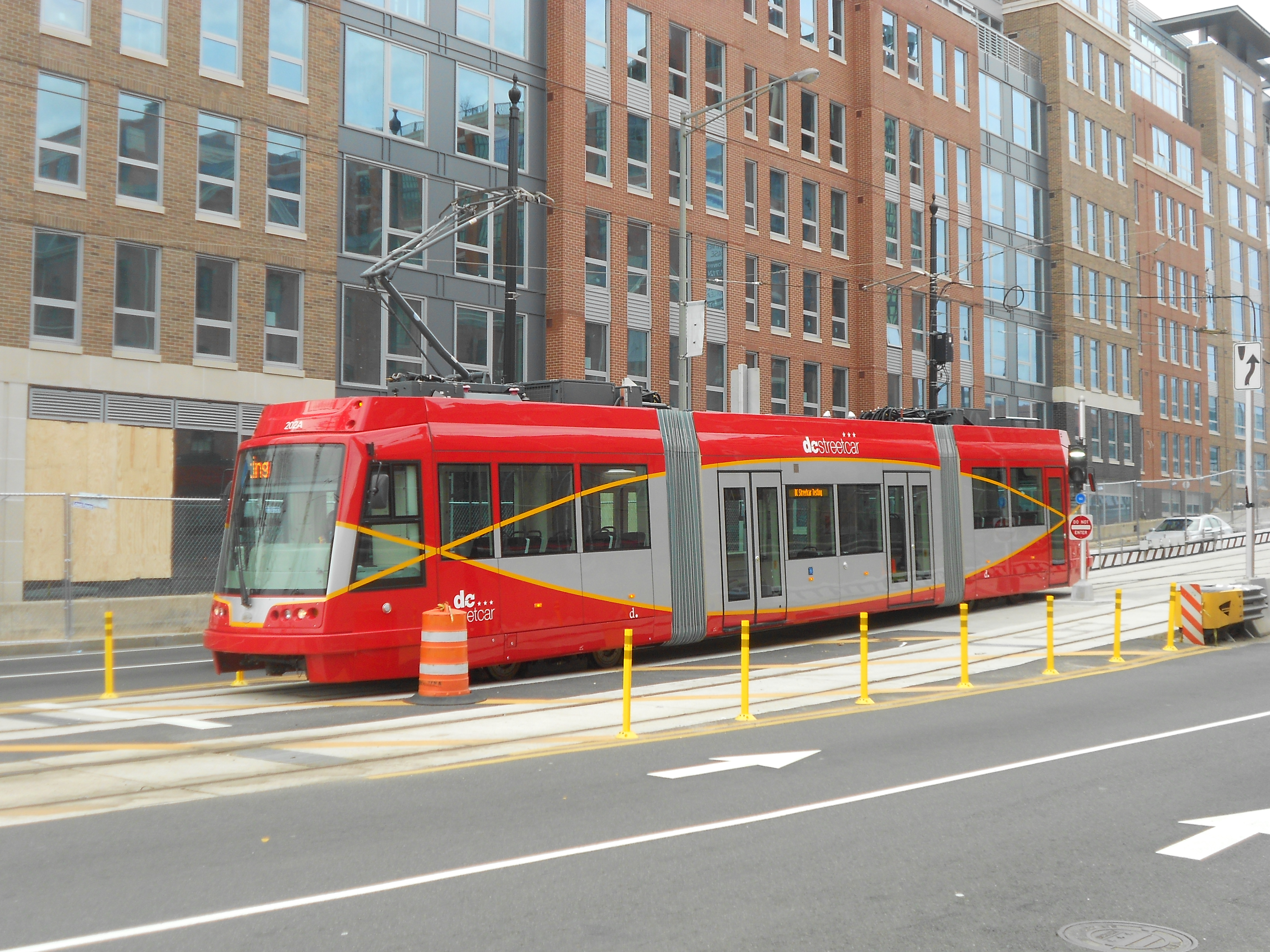
United Streetcar 100 in Washington, D.C. im Probebetrieb.

#### Washington D.C.
Eine weitere Bestellung über drei Fahrzeuge für die Straßenbahn Washington, D.C. folgte 2012. Auch in Washington kam es zu Lieferverzögerungen und Problemen mit dem Fahrzeug, unter anderem bei der Fahrzeugsoftware. Die Fahrzeuge wurden im ersten Halbjahr 2014 geliefert.

### United Streetcar 200 für Tuscon

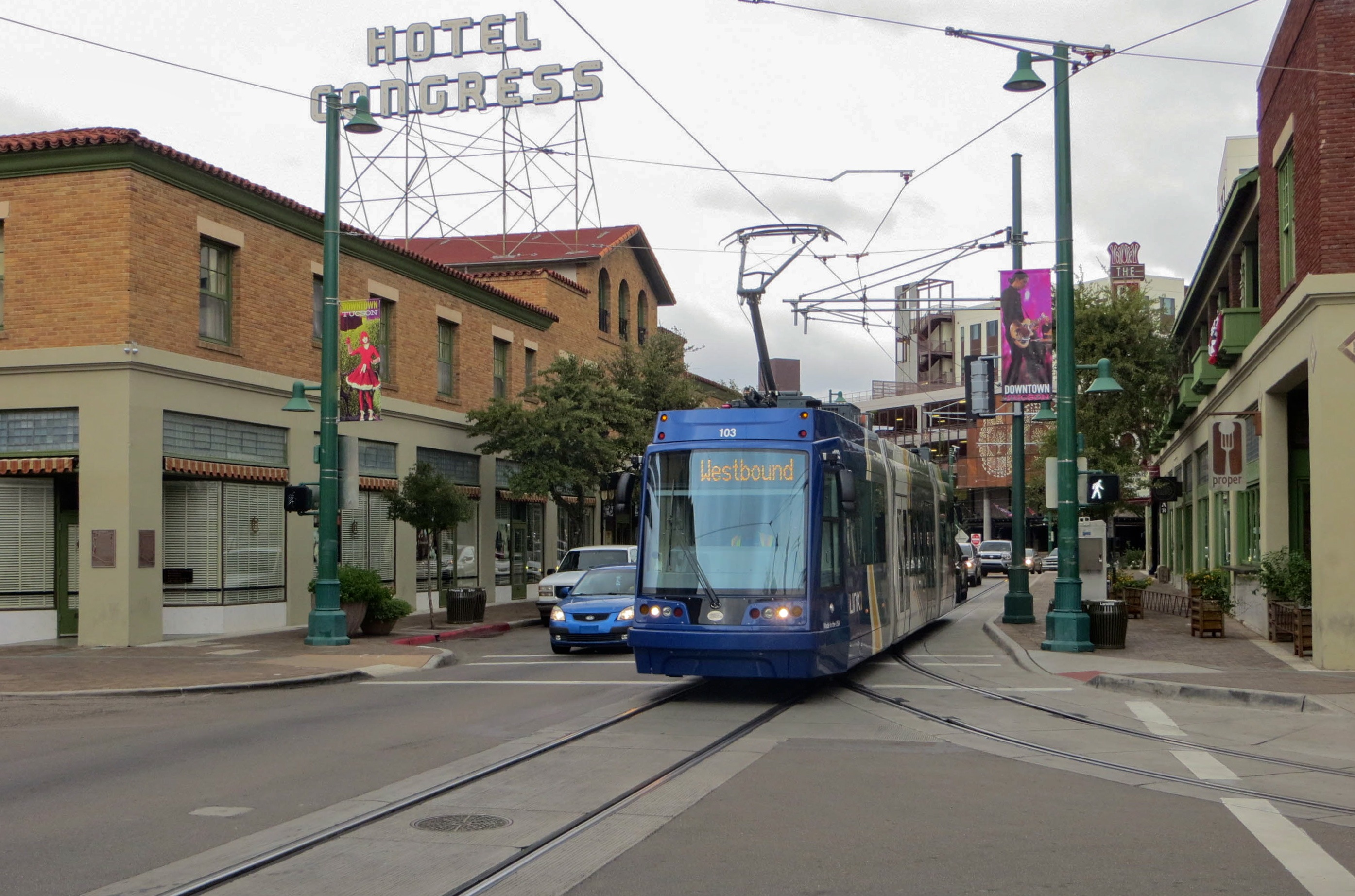
United Streetcar 200 in Tuscon.

Eine zweite Bestellung über acht Fahrzeuge folgte für Sun Link, die Straßenbahn in Tuscon. Dabei handelt es sich um eine besonders für heiße Klimazonen optimierte Version des Models United Streetcar 100, insbesondere mit Anpassungen an Kühlsystemen. Diese wurden – ebenfalls verzögert – 2013 bis 2014 geliefert.

### United Streetcar 300 und Auflösung
Das Unternehmen plante eine weitere Weiterentwicklung United Streetcar 300, welches auch die Möglichkeit eines oberleitungsfreien Betriebs bieten sollte. Aufgrund fehlender Aufträge endete allerdings mit Ende 2014 nach insgesamt 18 Fahrzeugen die Produktion, im folgenden Jahr wurde das Unternehmen aufgelöst.

## Fahrzeugübersicht
| Einsatzort          | Betrieb                      | Hersteller       | Serie    | Lieferjahr | Anzahl | Betriebsnummern    | Elektrische Ausrüstung | Anmerkung                               |
| ------------------- | ---------------------------- | ---------------- | -------- | ---------- | ------ | ------------------ | ---------------------- | --------------------------------------- |
| Portland, Oregon    | Portland Streetcar           | Škoda            | 10T0     | 2001       | 5      | 001–005            | ELIN                   |                                         |
| Portland, Oregon    | Portland Streetcar           | Škoda            | 10T2     | 2002       | 2      | 006–007            | ELIN                   |                                         |
| Portland, Oregon    | Portland Streetcar           | Inekon           | 12 Trio  | 2006       | 3      | 008–010            | ELIN Etris 1000        |                                         |
| Portland, Oregon    | Portland Streetcar           | United Streetcar | 10T3     | 2009       | 1      | 015                | Škoda, später Rockwell |                                         |
| Portland, Oregon    | Portland Streetcar           | United Streetcar | 100      | 2013–2014  | 6      | 021–026            | ELIN                   |                                         |
| Tacoma, Washington  | Straßenbahn Tacoma           | Škoda            | 10T1     | 2002       | 3      | 1001–1003          | ELIN                   |                                         |
| Washington, D.C.    | Straßenbahn Washington, D.C. | Inekon           | 12 Trio  | 2006, 2016 | 3      | 101–103            | ELIN Etris 1000        |                                         |
| Washington, D.C.    | Straßenbahn Washington, D.C. | United Streetcar | 100      | 2014       | 3      | 13-001–003         | ELIN                   |                                         |
| Seattle, Washington | Straßenbahn Seattle          | Inekon           | 12 Trio  | 2007       | 3      | 301–303            | ELIN Etris 1000        |                                         |
| Seattle, Washington | Straßenbahn Seattle          | Inekon           | 121 Trio | 2014, 2015 | 4      | 401, 403, 405, 407 | ELIN Etris 1000        |                                         |
| Seattle, Washington | Straßenbahn Seattle          | Inekon           | 121 Trio | 2014, 2015 | 3      | 402, 404, 406      | ABB + SAFT             | in Seattle von Pacifica Marine montiert |
| Tuscon, Arizona     | Sun Link                     | United Streetcar | 200      | 2013–2014  | 8      | 101–108            | ELIN                   |                                         |